# I 7 minuti che contano
I 7 minuti che contano (The Seven Minutes) è un film del 1971 diretto da Russ Meyer.
Fa parte del contratto firmato da Meyer con la 20th Century Fox, dopo l'ottimo successo riscosso da Lungo la valle delle bambole. Per seguire le direttive della major Meyer fu costretto a ridurre le scene di sesso, presenti di solito in dosi massicce nei suoi film. Questo scontentò i suoi fan e il film risultò un flop al botteghino. Il contratto con la 20th Century Fox fu annullato, e Meyer tornò a fare il regista di film indipendenti.

## Trama
In una libreria un ragazzo compra un romanzo intitolato I sette minuti, che descrive i desideri e le fantasie delle donne. Il ragazzo sarà arrestato per stupro.
Elmo Duncan, un procuratore che lotta contro la pornografia, decide di sfruttare il caso e inizia una furiosa campagna moralizzatrice, accusando l'editore del libro di oscenità.
L'avvocato difensore è il giovane Mike Barrett, che vede sparire alcune prove e non può ascoltare tutti i testimoni, dato che il romanzo è stato scritto negli anni trenta e il suo autore è morto.
In realtà l'autore del libro è una donna, Costance Cumberland, che è ancora viva. La sua deposizione risolverà il caso, e dimostrerà l'insensatezza delle accuse del procuratore.